# Липківський Олександр Васильович
Олекса́ндр Васи́льович Липкі́вський (нар. 20 серпня 1903 — пом. 1985, Київ) — український театральний діяч (актор, художник, сценограф, режисер, адміністратор). Відомий за роботою в курбасівському театрі «Кийдрамте» і Київському українському драматичному театрі ім. І. Франка.

## Життєпис
Народився в родині священика Василя Липківського 20 серпня 1903 року, хоча за документами приписав собі зайвих 3 роки — 1900 рік народження.
В сімнадцятирічному віці Лесь Липківський уже займався в акторській студії при Молодому театрі Леся Курбаса.
1920—1921 — актор курбасівського театру «Кийдрамте».
З 1921 року — актор Першого Державного театру імені Тараса Шевченка. В тому ж році познайомився з актрисою Катериною Осмяловською, з якою обвінчався 23 листопада 1923 року в Пирятині, де вони були на гастролях. Їх кохання виявилось щасливим і прожили вони разом 62 роки, аж до його смерті. Їхній син Костянтин, професор, доктор технічних наук присвятив батькам один з розділів книги «Тіні незабутих предків».
1925 року разом з дружиною перейшов на роботу в Донбаську філію театру ім. І. Франка, а з початку 1926 молоде подружжя вступає до трупи Одеського державного драматичного театру.
З 1930 за підтримки Гната Юри разом з дружиною стають акторами Київського українського драматичного театру ім. І. Франка. Як актор грав здебільшого невеликі ролі. Згодом працював режисером і завідувачем трупи театру. Керував різними самодіяльними гуртками та студіями. Написав книжку «Самодіяльний театр. Обладнання сцени та оформлення вистави», упорядкував порадники «Техніка гриму» й «Театральна бутафорія». Займався сценографією та костюмами — переважно для самодіяльності. Після війни активно співробітничав з театральним музеєм, для якого виготовив макети декорацій для різних вистав, макети театральних залів.
До 1972 року працював у театрі ім. І. Франка завідувачем режисерського управління.
Пішов з життя 1985 року. Похований на Байковому кладовищі.

## Родинні зв'язки
Син Василя Костянтиновича Липківського, брат художника Івана Липківського, чоловік народної артистки Катерини Осмяловської, батько професора Костянтина Олександровича Липківського, дядько театрознавця Юрія Миколайовича Бобошка.